# Beryllium-9
Beryllium-9 of 9Be is de enige stabiele isotoop van beryllium, een aardalkalimetaal. Vanwege het feit dat beryllium maar één stabiele isotoop kent met een abundantie op Aarde van 100%, valt het element onder zowel de mononuclidische als de mono-isotopische elementen. 
Op Aarde is beryllium-9 is een primordiaal nuclide. Dit betekent dat het reeds bestond toen de Aarde gevormd werd.
Beryllium-9 ontstaat onder meer bij het radioactief verval van lithium-9 en lithium-11.
5Be · 6Be · 7Be · 8Be · 9Be · 10Be · 11Be · 12Be · 13Be · 14Be · 15Be · 16Be · 17Be